# داب‌فایر
علی شیرازی‌نیا که بیشتر با نام حرفه‌ای داب‌فایر (به انگلیسی: Dubfire) شناخته می‌شود متولد مشهد است، یک دی‌جی و تهیّه‌کنندهٔ موسیقی هاوس و تکنوی ایرانی مقیم آمریکا است. پیش از این که داب‌فایر فعّالیّت انفرادی‌اش را شروع کند، یکی از دو عضو گروه دیپ دیش - که در دوران فعّالیّتش چهار بار نامزد و یک بار برندهٔ جایزهٔ گرمی شد - بود. سبک موسیقی داب‌فایر به‌طور قابل ملاحظه‌ای با سبک دیپ دیش متفاوت است و فاقد عناصر پراگرسیو هاوس و در عوض شامل عناصر موسیقی تکنو است.